# Крейл (Флеволанд)
Крейл (нід. Creil) — село в Нідерландах, у муніципалітеті Нордостполдер, провінція Флеволанд. Станом на 2017 рік у селі проживало 1 690 осіб у 655 домогосподарствах.

## Географія
Село Крейл розташоване за 6 км на північний захід від адміністративного центру муніципалітету — міста Еммелорд, біля перетину двох місцевих автошляхів N712 і N715. Останній має назву Noorderringweg (укр. «Північна кільцева дорога») і є найважливішою транспортною артерією півночі Нордостполдера.
Площа суходолу, підпорядкована селу, становить 32,02 км², площа водної поверхні — 0,36 км². На землях навколо села вирощуються квіти, переважно тюльпани.
З заходу узбережжя Крейла омивається водами Ейсселмера. Саме там узбережжя, що простягається з півдня на північ, утворює кут і повертає на північний схід. Ця місцевість названа Роттердамським кутом (нід. Rotterdamse Hoek). Тут у 1940-х роках берег Ейсселмера укріпляли камінням — рештками будівель центра Роттердама, що лишилися після бомбардування міста у 1940 році. На відміну від решти топонімів Нордостполдера, які присвоювалися офіційно, назву «Роттердамський кут» придумали робочі, які будували польдер; згодом ця назва стала офіційною.

## Походження назви
Село отримало свою назву на честь колишнього поселення Крейл, що розташовувалося на узбережжі затоки Зейдерзе. Це поселення, у свою чергу, отримало назву на честь ліса Крейл (Creiler Woud), що розташовувався на півночі сучасної провінції Північна Голландія і був затоплений під час повені Усіх Святих 1170 року. Походження топоніму «Крейл» достеменно невідоме. У фризькій мові є слово kriel, яке має два значення: «щось, що росте; зарості, чагарник» та «заболочені землі, що поросли чагарником».

## Історія
У 1940-х роках почалося заселення новоствореного польдеру Нордостполдер і будівництво нових поселень. Зведення Крейла почалося у 1953 році, у «другій хвилі» забудови польдеру.
У 1979 році, на честь 25-річчя заснування села, мешканцям Крейла запропонували обрати герб села. Автором дизайну герба став 10-річний Якко Валлінга (Jacco Wallinga), який цікавився історією села. Так Крейл став одним з чотирьох населених пунктів Нордостполдера, які мають власний герб.
У квітні 2001 року в Крейлі почалося будівництво нового житлового району Het Palet.

## Інфраструктура

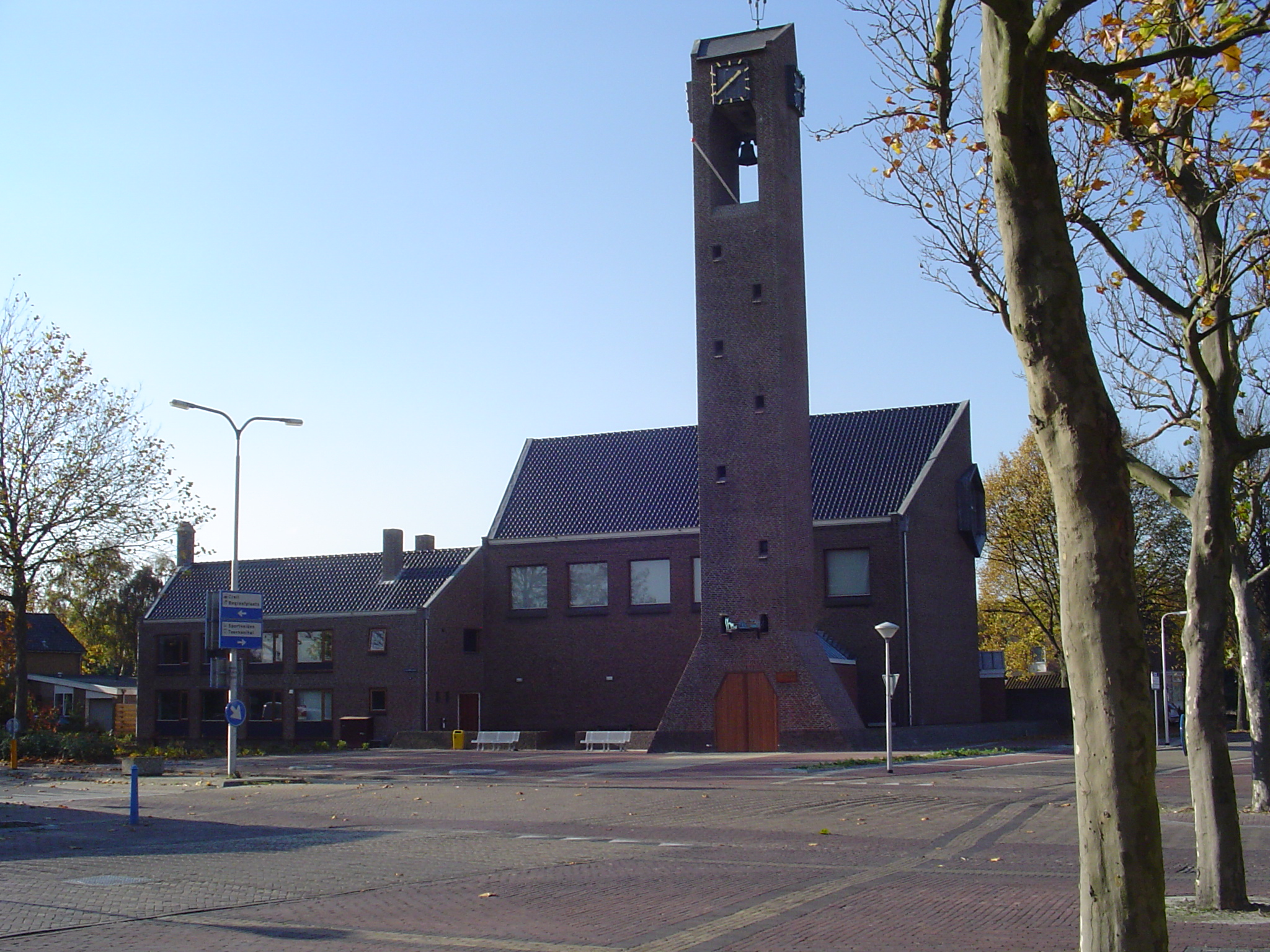
Протестантська церква у Крейлі

В селі діє три початкові школи: державна школа De Springplank, католицька школа імені Яна Ротана та протестантська школа De Regenboog. Усі три школи розташовані в одній будівлі та ділять між собою шкільне подвір'я, гімнастичний зал та деякі інші приміщення.
У 2004 році приміщення колишньої римо-католицької церкви, через зменшення кількості вірян, перетворили на медичний центр Het Saalicon, у якому розташовані різноманітні служби, зокрема, аптека, приймальня домашнього лікаря, клініка для літніх людей, перукарня тощо.
В Крейлі діє аматорський футбольний клуб SC Creil, заснований у 1956 році.

## Транспорт
У Крейлі, як і в інших населених пунктах Нордостполдера, відсутнє залізничне сполучення. Найближчі залізничні станції розташовані в містах Кампен, Меппел, Зволле, Дронтен і Лелістад.
Громадський транспорт представлений єдиним автобусним маршрутом № 77, який сполучає Крейл з Еспелом, Еммелордом, Рюттеном і Леммером.